# Heilbronn Hauptbahnhof
Heilbronn Hauptbahnhof (wym. MAF: [haɪ̯lˌbʁɔn ˈhaʊ̯ptbaːnˌhoːf], posłuchajⓘ) – stacja kolejowa w Heilbronn, w kraju związkowym Badenia-Wirtembergia, w Niemczech. Znajdują się tu 4 perony.